# Дейв Гарольд
Де́від (Де́йв) Га́рольд (англ. David 'Dave' Harold) - англійський професіональний гравець у снукер. Переможець Asian Open 1993 і фіналіст трофея Північної Ірландії 2008 року. Його прізвисько (англ. Potter of Stoke) насправді обіграває відразу два моменти: перший - асоціація з його рідним містом, як центром гончарного промисловості (англ. pottery), другий - з забиванням куль (англ. potting, potter). Тобто гончар - «забивала» зі Стоука.

## Кар'єра

### Рання кар'єра
Девід став професіоналом у 1991 році, а в 1993 виграв свій перший і поки що єдиний рейтинговий турнір - Asian Open. На той момент він був 93-м в світовому рейтингу і став самим «низькорейтинговим» снукеристом, який виграв подібний титул. 
У 1994 він досяг фіналу Гран-прі, але поступився Джону Хіггінсу з рахунком 6:9. 

### Топ-16
З сезону 1996/97 до 2001/02 Дейв перебував у топ-16, хоча за весь цей час жодного разу не вийшов у фінал жодного турніру. Найкращий результат Гарольда на чемпіонаті світу був у розіграші 1996, коли він дійшов до чвертьфіналу і програв Найджелу Бонду. Примітно, що за кілька тижнів до цієї поразки, він поступився тому ж Бонду на іншому турнірі, British Open. Найкращий ж у рейтинг англійця був 11-й (сезон 1996/97). 
Загалом з 1996 по 2001 роки Гарольд 10 разів виходив у півфінали різних змагань. 

### Подальша кар'єра (2003-по теп.час)
Після невдалого сезону 2000/01 Дейв, вперше з 1996 року, залишився за межами Топ-16. У 2002  він зламав зап'ястя, через що було сильне погіршення гри та швидке вибування з Топ-32. Лише після більш-менш успішного сезону 2006/07 Дейву вдалося повернутися до списку 32 найсильніших під номером 30.
Сезон 2007/08 став для нього найкращим з 2001 року. На турнірі Шанхай Мастерс 2007 він дійшов до чвертьфіналу, де програв майбутньому переможцю, Домініку Дейлу. На чемпіонаті Великої Британії Гарольд у 1 / 16 фіналу обіграв 2-го номера світового рейтингу, Грема Дотта, однак у наступному раунді поступився Марку Селбі з рахунком 2:9. Нарешті, на чемпіонаті світу Дейв пройшов кваліфікацію і потрапив до 1 / 16 фіналу, але поступився Шону Мерфі з рахунком 3:10. Цей сезон англієць закінчив під 26-м номером у світовому табелі про ранги. 
Перша половина наступного сезону пройшла дуже добре. На Трофеї Північної Ірландії Дейв зробив те, чого від нього ніхто не очікував - вийшов у фінал, причому на шляху до нього він обіграв Ріккі Волдена, Грема Дотта та Стівена Лі (хоча Лі в тому матчі зробив 3 сенчурі-брейка). У півфіналі Гарольд грав з найіменитішим з усіх попередніх суперників - Джоном Хіггінсом і показав відмінну гру, перемігши його 6:4. У фіналі він зустрівся з Ронні О'Салліваном - поточним на той момент чемпіоном світу. І тут Гарольд застосував свою звичайну тактику повільної гри, але цього разу О'Салліван, що знаходився у чудовій формі, не дав Гарольду жодного шансу, вигравши 9:3. 
Після цього успіху Гарольд перемістився до Топ-16 в попередньому рейтингу. На наступних змаганнях Дейв, хоча і не показав настільки ж значних результатів, виступав все ж досить непогано, а на Шанхай Мастерс він досяг стадії 1 / 8 фіналу, вибивши перед цим з боротьби місцевого фаворита Діна Цзюньхуея. За результатами сезону Гарольд посів 19-й рядок у світовому рейтингу.

## Стиль гри
Дуже повільний. На один удар Гарольд часто витрачає понад хвилину. Техніка виконання удару у Гарольда своєрідна: він дуже довго цілиться, але перед завдаванням удару не робить замаху. Така техніка вважається абсолютно неправильною. Попри це, він один з найбільш серійних гравців мейн-туру — на його рахунку понад 100 сенчурі-брейків. 
Гарольд дотримується тактичного стилю гри і часто відіграється. За повільність і ґрунтовність підходу його іноді порівнюють з Кліффом Торбурном. 

## Досягнення в кар'єрі
- Чемпіонат світу 1 / 4 фіналу - 1996
- Asian Open чемпіон - 1993
- Гран-прі фіналіст - 1994
- Трофей Північної Ірландії фіналіст - 2008